# Ligue patriotique argentine
La Ligue patriotique argentine (en espagnol Liga Patriótica Argentina) était un mouvement politique d’extrême droite argentin.
Fondée en janvier 1919 à l’initiative d’un duo de hauts gradés de la marine, la Ligue agit initialement comme un groupe de choc paramilitaire civil, désireux de prêter main-forte aux autorités dans leur travail de répression lors de la Semaine tragique, série d’événements sanglants qui émaillèrent le mouvement de grève et la révolte populaire dans une partie de la banlieue de Buenos Aires ; à ce titre, la Ligue s’associa aux graves actes de violence (policière et civile) commis à l’encontre des ouvriers grévistes, et eut une grande part de responsabilité dans le pogrom survenu — cas unique en Amérique latine — dans le cadre de ces mêmes événements. Réunissant en son sein aussi bien des organisations paramilitaires que des groupes sociaux ayant pignon sur rue, la Ligue continuera dans la décennie suivante à mener le même type d’actions, prenant à partie, par des actes violents, les organisations syndicales et les travailleurs en grève, et s’offrant au patronat comme main-d’œuvre de rechange à l’effet de court-circuiter les mouvements de grève. Elle s’illustra de la même manière en 1921 lors du violent conflit social dit Patagonie rebelle, où elle se porta au secours de l’aristocratie foncière locale contre les péons de campagne entrés en rébellion ouverte.
Parallèlement, la Ligue s’attacha à développer tout un ensemble d’actions sociales, éducatives, de bienfaisance et de propagande en faveur d’un pensée nationaliste et hostile aux idéologies marxiste et anarchiste, lesquelles tendaient à se diffuser chez les travailleurs par suite de l’immigration européenne. À cet effet, elle mit sur pied un réseau de bibliothèques populaires, organisa des conférences publiques, et, faisant grand cas de l’instruction publique, tenta d’influer sur le contenu de l’enseignement scolaire, notamment en publiant, à l’intention des écoles primaires, des livres de lecture allant dans le sens de son nationalisme de droite.
Constitué hors des partis existants, sa base d’appui transcendait le clivage entre les deux principaux partis politiques de l’Argentine d’alors, comptant en effet dans ses rangs plusieurs personnalités politiques en vue liées tant à l’Union civique radicale (UCR) qu’au Parti autonomiste national (ou aux partis conservateurs qui avaient pris le relais de celui-ci après 1916). L’idéologie de la Ligue, exprimée par son président Manuel Carlés, fortement influencée par un droit naturel à base religieuse, se rattachait au versant plus progressiste du traditionnel conservatisme argentin et était portée par un vif patriotisme et par une foi illimitée dans le progrès de l’Argentine, lequel progrès devant être assuré par la libre initiative privée (libéralisme économique) et par l’instruction scolaire, fondamentale aux yeux du mouvement. En dépit d’une vision très hiérarchisée de la société, et bien qu’elle considérât comme centrales les Forces armées et l’Église catholique, la Ligue souscrivait néanmoins pleinement à la démocratie républicaine et resta fidèle à la Constitution nationale.
Très présente sur la scène politique argentine dans la décennie 1920, mais dépassée ensuite sur sa droite par des mouvements fascistes plus radicaux et antidémocratiques, la Ligue déclina inexorablement, pour disparaître tout à fait, semble-t-il, vers 1970.

## Contexte historique
Le contexte idéologique et intellectuel de l’immédiat après-guerre, marqué par la crise du libéralisme, amena le déclin de la structure civilisationnelle en place dans le monde occidental et eut de profondes répercussions politiques, sociales et culturelles. L’agitation révolutionnaire en Europe, qui mettait en cause la démocratie parlementaire, suscita dans les milieux dominants des interrogations quant à la possibilité d’une prise de pouvoir par des mouvements ouvriers de gauche, tandis que les révolutions en Russie (1917), en Allemagne et Hongrie (1919), ainsi que les vagues de grèves en Europe et aux États-Unis, alimentaient la peur du « péril rouge ». Pour leur part, face à ce qui était considéré comme une potentielle menace communiste, les pays latino-américains expérimentèrent des réponses alternatives, puisées dans le terreau idéologique de droite ; la prolifération des ligues en fut l’une des modalités les plus répandues, produisant des manifestations de nature extrême en Argentine et, dans une mesure moindre, au Brésil et au Chili.
Dans le domaine des idées, on constate, dans les élites dirigeantes argentines, la perte graduelle de la foi dans le progrès illimité. L’accès du parti radical au gouvernement national en 1916 signa la fin de l’ordre conservateur antérieur, lequel avait eu cours de 1880 à 1916 et se caractérisait par un mode de domination oligarchique, et entraîna l’effacement temporaire des classes dominantes, qui à partir de ce moment ne pouvaient plus disposer à leur guise de la totalité des leviers de commande de l’appareil d’État pour assurer la protection de leurs intérêts de classe.
Dans les couches dominantes vint s’installer une « mentalité défensive » (selon le mot de Cristian Buchrucker), renforcée encore par les mesures de démocratisation politique prises par le président Yrigoyen et par la prétention de l’État à intervenir désormais dans les conflits sociaux, sous forme de médiation ou d’arbitrage. Cette nouvelle mission assumée par l’État conduisit les opposants à taxer le gouvernement radical d’« ouvriériste », qualificatif qui comportait implicitement la crainte de ce que le gouvernement radical ne fût incapable de contenir le syndicalisme organisé, de tendance anarcho-communiste, et de protéger les intérêts des secteurs économiquement dominants, qui pouvaient ainsi se sentir menacés par une imminente révolution. Quoiqu’en réalité la faisabilité d’une telle révolution fût fort faible, l’activisme ouvrier suffit à déclencher dans la droite un ensemble de ripostes, centrées sur la défense des anciens privilèges, en particulier du droit à la propriété. La création de la Ligue patriotique argentine sera l’une de ces tentatives de riposte.

### La Semaine tragique

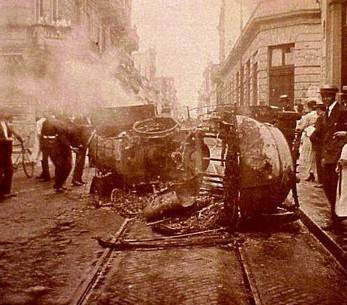
Scène d’émeute durant la Semaine tragique.

Le 3 décembre 1918, les travailleurs de l’usine métallurgique Talleres Metalúrgicos Vasena dans la proche banlieue sud-ouest de Buenos Aires se mirent en grève pour exiger de meilleures conditions de travail. Dans une tentative de poursuivre sa production malgré tout, l’entreprise s’avisa d’engager, par le truchement de l’organisation patronale Association nationale du travail, des ouvriers briseurs de grève. Les heurts entre ceux-ci et les ouvriers grévistes firent quatre morts dans un premier temps et motivèrent l’intervention de la police, qui tira à balles réelles sur la foule. Il s’ensuivit le déclenchement d’une grève générale, émaillée d’affrontements de plus grande ampleur encore, où se déchargèrent les tensions accumulées. C’est à ce moment que, pour la première fois, apparurent des groupes de particuliers offrant de collaborer avec les autorités dans leur travail de répression ou, comme eux-mêmes l’exprimaient, dans la défense de l’ordre. Les volontaires se rendaient au Centro Naval ou dans les commissariats pour s’y laisser inscrire comme membre de ces gardes civiques. Ainsi naquit ce qui peu après allait, officiellement et publiquement, adopter le nom de Liga Patriótica Argentina. Son objectif affiché était de créer une garde civique ayant vocation de prêter main-forte aux autorités dans le maintien de l’ordre public et pour la défense des habitants, et d’éviter par là la répétition d’événements semblables à ceux survenus dans cette fatidique semaine de janvier 1919, et d’exercer ainsi un strict contrôle sur tout ce qui pourrait représenter, dans leur optique, une attaque au progrès du pays — aux dires de ses membres en effet : 

« La civilisation nationale engendra la Ligue patriotique argentine, qui naquit pour réunir tous les hommes sains et énergiques dans le but de collaborer avec l’autorité pour maintenir l’ordre et revigorer les sentiments essentiels de l’âme nationale, laquelle fonde la patrie pour l’éternité. »

La plupart des auteurs ont imputé à la Ligue patriotique argentine une grande part de responsabilité dans le pogrom anti-juif, unique en son genre en Amérique latine, survenu dans le cadre de la Semaine tragique, et lors duquel de jeunes nationalistes incendièrent des synagogues et les bibliothèques Poale Zion et Avangard, et s’en prirent violemment aux habitants juifs du quartier portègne de l’Once, à forte concentration juive.

## Fondation et débuts
La première dénomination que se donna l’organisation était Comisión pro defensores del orden (littér. Commission pro-défenseurs de l’ordre). Les premières réunions de l’association eurent lieu d’abord dans la Confiserie Paris, puis, quelques jours plus tard, dans le bâtiment du Centro Naval, à l’angle de la rue Calle Florida et de l’avenue Avenida Córdoba, dans le centre de Buenos Aires.

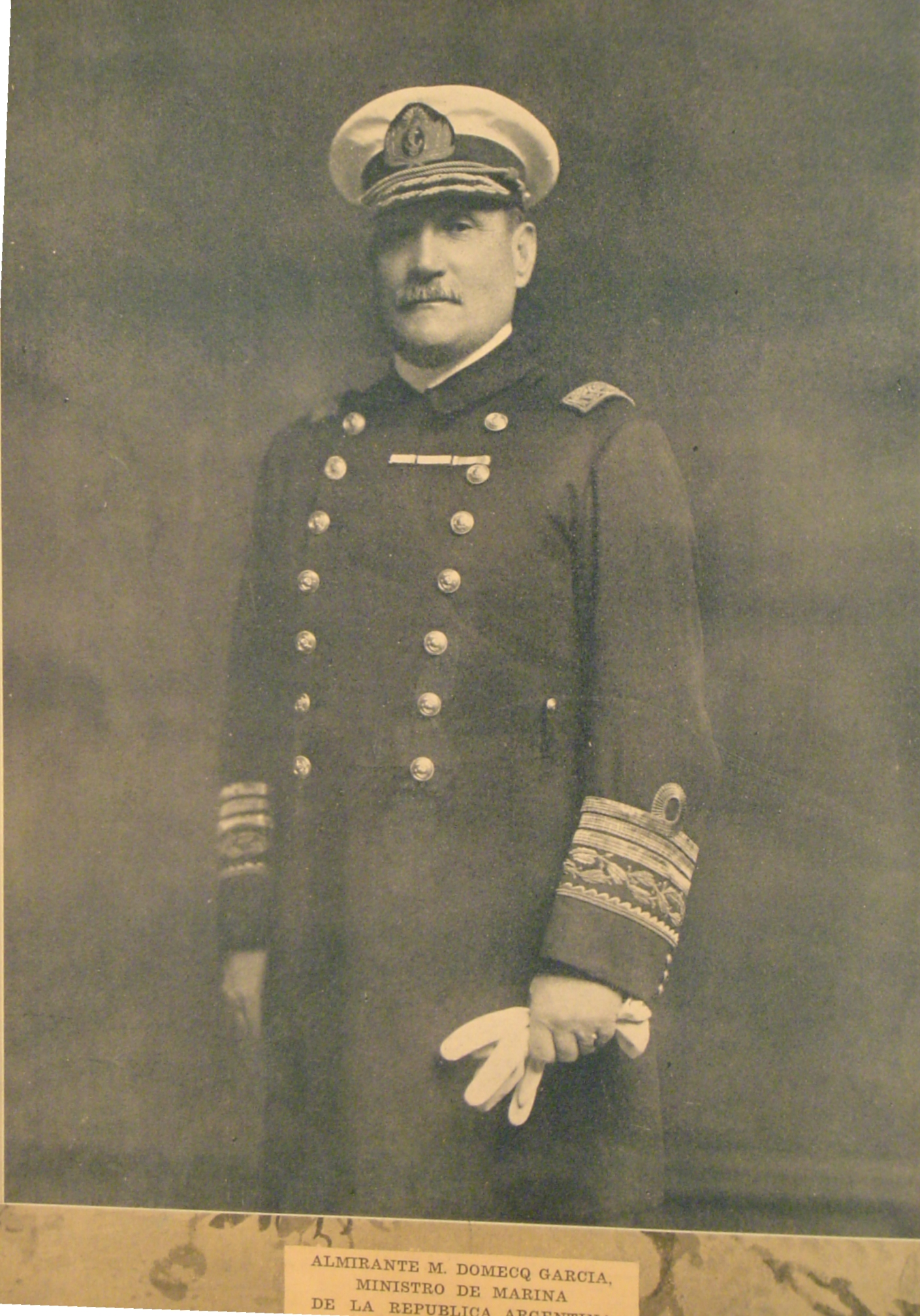
Manuel Domecq García, président à titre provisoire de la Ligue en 1919.

Au Centro Naval, le 10 janvier 1919, Manuel Domecq García et Eduardo O'Connor, alors dotés du grade de contre-amiral, distribuèrent des armes automatiques au groupe de jeunes gens, mais ce ne sera que le 19 janvier, une fois terminée la grève qui se solda par 700 morts et 4 000 blessés, que la Liga Patriótica Argentina fut constituée officiellement, sous le titre de Patria y Orden. Domecq García en prit la présidence à titre provisoire jusqu’au 18 avril 1919, jour où Manuel Carlés fut élu président et Pedro Cristophensen vice-président,. Né à Rosario, Manuel Carlés était un haut dirigeant de l’Union civique radicale et enseignait au Collège militaire et à l’École supérieure de guerre. Il avait été député pour la province de Santa Fe et fut désigné en 1918 interventeur fédéral dans les provinces de Salta et de San Juan. Son autorité s’appuyait sur les liens qu’il entretenait avec diverses factions politiques et avec des officiers de l’armée, qui lui étaient familiers pour avoir été ses élèves à l’École supérieure de guerre. En 1910, lors des célébrations du Centenaire de la révolution de Mai, Carlés avait, en qualité de député, prononcé un discours dans lequel il ébauchait déjà la pensée nationaliste de la Ligue : 

« S’il y a des étrangers qui, abusant de la condescendance sociale, outragent le foyer de la patrie, il y a des gentilshommes patriotes capables d’offrir leur vie en holocauste contre la barbarie pour sauver la civilisation. »

Ce même soir du 10 janvier 1919, O’Connor proclama que Buenos Aires ne serait jamais un « nouveau Pétrograd » et invita la « valeureuse jeunesse » (valiente muchachada) à attaquer les « Russes et les Catalans dans leurs propres quartiers s’ils n’osent pas venir dans le centre-ville ». Les jeunes gens sortirent alors du Centro Naval avec des brassards aux couleurs argentines et des armes automatiques copieusement distribuées par Domecq, O’Connor et compères.
La Ligue sut obtenir l’appui de vastes secteurs de la société argentine et vit adhérer non seulement la quasi-totalité des acteurs politiques ayant joué quelque rôle dans le régime précédent dit République conservatrice (1880-1916), mais aussi des personnalités appartenant au radicalisme ou professant la démocratie progressiste, en plus d’un nombre important de militaires et de prêtres catholiques, et d’institutions telles que le Yacht Club, la Sociedad Forestal Argentina, des ligues d’émulation, des cercles ouvriers, l’Association nationale du travail (ANT) et différents autres groupements. Des intellectuels, des chefs d’entreprise, des titulaires de professions d’élite, des négociants, des historiens, des propriétaires terriens, des métayers et des journaliers composaient un univers hétérogène et complexe, de sorte que la Ligue dépassait le rang de simple troupe paramilitaire urbaine et rurale,.
Parmi les personnages les plus connus ayant passé par les rangs de la Ligue, on relève en particulier les noms de : Joaquín S. Anchorena, le général Luis Dellepiane, Estanislao Zeballos, Luis Agote, Francisco P. Moreno, monseigneur Miguel de Andrea, Ángel Gallardo, Jorge Mitre, Carlos Tornquist, Miguel Martínez de Hoz, Julio A. Roca (fils), Leopoldo Melo, Lisandro de la Torre, Manuel María de Iriondo, Félix Bunge, le général Eduardo Munilla, Carlos M. Noel, Vicente Gallo, Ezequiel Pedro Paz, José A. Cortejarena, Celedonio Pereda, Saturnino Unzué, Antonio Lanusse , Pastor S. Obligado Luis Federico Leloir et Oscar Barroso,,. À noter toutefois que De la Torre ne resta dans la Ligue que fort peu de temps.

## Positionnement idéologique et objectifs politiques
L’objectif fondamental de la Ligue était de mettre en place en Argentine un socle idéologique capable d’opérer comme alternative à la pensée révolutionnaire. Si, à cet effet, il était nécessaire de continuer à sacrifier peu ou prou à l’idée de progrès, il fallait aussi dans le même temps affirmer l’idée de l’ordre comme valeur à préserver, ce qui impliquait inévitablement de tenir en respect les secteurs potentiellement subversifs, qu’incarnaient aux yeux de la Ligue les immigrants étrangers et la gauche révolutionnaire anarchiste ou syndicale,.
Selon ses statuts, la Ligue cultivait le respect à la loi comme principe d’autorité et d’ordre social. L’être national, assimilé à l’Argentin de naissance, fut élevé au rang de valeur suprême, face à ce qui était étranger, considéré comme une menace. L’amour à la patrie et la diffusion du sentiment national par la voie de l’enseignement scolaire comme outil d’assimilation devait garantir l’argentinisation des populations étrangères. Cet objectif une fois atteint, les immigrés pourraient ensuite s’intégrer pleinement dans la vie nationale et accéder à la citoyenneté politique sans restriction, en attendant d’accomplir un acte de défense de la patrie en situation de combat,. Cette mission d’assimilation devait se compléter par des politiques économiques nationalistes et d’industrialisation, propres à atténuer ou éliminer l’influence étrangère.
Les voies et moyens que la Ligue entendait mettre en œuvre pour ce projet nationalisateur étaient ceux d’une collaboration étroite avec les forces de sécurité et avec l’État, afin de sauvegarder l’ordre, la Ligue s’attribuant le rôle de « gardienne de l’argentinité », argentinité supposément en voie de désintégration. La mode opératoire adopté par la Ligue, violent et ouvertement répressif, incluait la vigilance étroite, le contrôle idéologique, et la mise à contribution de ses troupes là où il s’agissait de prévenir ou de neutraliser les mouvements de protestation, les grèves et les revendications sociales.
Pendant les premières années de son existence, la Ligue respecta l’ordre constitutionnel et ne se manifesta pas contre les idées libérales républicaines. Au contraire même, elle affirma les droits du travailleur sur le plan des conditions de travail et des salaires et plaidait en faveur de réformes en matière de politique sociale,. Cependant, elle doutait de la capacité de l’État, alors aux mains du radicalisme, à contrôler les secteurs contestataires et à éviter leurs débordements. La violence fut l’ingrédient permanent de son action et reflétait l’angoisse des couches dominantes face à la montée de la gauche. À partir de 1922, et avec la fin des luttes ouvrières de l’immédiat après-guerre, la Ligue changea sa stratégie et privilégia désormais une inclusion — moyennant soumission — du mouvement ouvrier, par quoi elle escomptait obtenir des travailleurs leur répudiation définitive de la lutte des classes.
Les objectifs de la Ligue furent énoncés dans le quotidien La Nación du 16 janvier 1919, dans les termes suivants :

« Stimuler, avant tout, le sentiment d’argentinité propre à raffermir la libre personnalité de la Nation, en coopérant avec les autorités dans le maintien de l’ordre public et dans la défense des habitants, garantissant la tranquillité des foyers, et ce uniquement quand des mouvements de caractère anarchique perturbent la paix de la République. Inspirer dans le peuple l’amour pour l’armée et la marine. Les membres de la Ligue s’engagent, sous leur foi et leur honneur d’Argentins, à collaborer par tous les moyens à leur portée et empêcher : 1° L’exposé public de théories subversives contraires au respect dû à notre patrie, à notre drapeau et à nos institutions. 2° Les conférences, publiques ou tenues dans des locaux fermés non autorisés, sur des sujets anarchistes et marxistes qui comportent un danger pour notre nationalité.

Ils s’obligent également à user de tous les moyens licites pour éviter que dans les manifestations publiques soit arboré le drapeau rouge et tout symbole qui constituerait un emblème hostile à notre foi, tradition et dignité d’Argentins. »

La Ligue patriotique argentine a été qualifiée de « fasciste » par plusieurs historiens et analystes,,,. Waldo Ansaldi soutient que la Ligue « s’est orientée, dans la décennie 1920, vers des positions antidémocratiques et résolument fascistes », tandis que María Inés Barbero l’a caractérisée comme une organisation proche du « type nationaliste-fasciste ». José Manuel Azcona Pastor rappelle que « le principal mouvement nationaliste a surgi de la Ligue patriotique de 1919, dont la vision nationaliste était imprégnée de xénophobie, de nativisme, de cléricalisme, d’antisémitisme, d’anti-anarchisme et surtout d’anticommunisme. À la fin des années vingt, cette tendance du nationalisme fut également anti-yrigoyéniste et autoritaire, et de plus en plus influencée par des doctrines corporatistes voire fascistes ». Une appréciation différente a cependant été formulée par un autre historien de gauche (non marxiste, mais se réclamant de la pensée postmoderne), Lisandro Gallucci, qui argue que « la Ligue patriotique n’eut jamais la vocation révolutionnaire que p. ex. le fascisme italien avait manifesté dès ses débuts, c’est-à-dire qu’elle n’aspira jamais à s’emparer le gouvernement pour mettre en œuvre un projet de refondation intégrale de la société. En conséquence, il semble plus approprié de définir la Ligue comme un conservatisme combatif, en tant que son objectif primordial n’était pas de remplacer un ordre par un autre, mais de conserver celui qu’elle voyait consacré dans la Constitution, en adoptant pour cela des attitudes belliqueuses, en ce compris des actions violentes, contre tels secteurs qu’elle jugeait constituer des menaces à l’ordre constitutif de la Nation »,. Le même auteur se réfère au manifeste intitulé « Définition de la Ligue patriotique », publié par l’organisation en 1920, dans lequel il est postulé que « la nation argentine a présenté depuis toujours un caractère démocratique, c’est-à-dire un état social marqué par la réalité et la coutume de l’égalité, et la Constitution n’est autre que l’expression juridique de ce mode d’être de la société argentine. En accord avec ce portrait, et en opposition aux tortueuses voies des nations européennes vers l’égalité, la République argentine était née de l’“égalité sociale argentine”, donnant forme à “la véritable démocratie qui consiste en l’égalité devant la loi”, consacrée à son tour dans la Constitution ».
Une opinion similaire est défendue par Matías Cepeda, qui tient que, quand même l’on pourrait discerner dans la Ligue un prédécesseur des organisations nationalistes des années 1930 (celles directement inspirées par le fascisme), elle garde vis-à-vis de celles-ci « une différence fondamentale », à savoir « de n’avoir jamais cherché à mobiliser les masses par le biais de l’exploitation de leur psychologie et des mythes nationaux, ainsi que l’ont fait les fascistes ». Pour bien marquer la différence, il souligne « l’importance du combat théorique que les nationalistes [hors Ligue patriotique] livrent contre la démocratie, combat qui, pour leurs alliés circonstanciels, les conservateurs, est par trop éloigné du leur, étant donné les projets politiques différents que chaque groupe nourrit ; bien qu’ils trouvent en Yrigoyen et dans le radicalisme leur ennemi immédiat et le plus proche, les divergences et les expériences discordantes provoqueront une future prise de distance. Ce point est crucial pour comprendre la différence avec les liguistes, vu que, comme il a été dit, Carlés et la LPA en général défendent la démocratie libérale comme système politique, cherchant simplement à embrigader l’immigrant, et la classe ouvrière en général, dans le projet conservateur, dont la fin dernière était le retour au pouvoir ».
Dans les faits, nombre des affiliés militaient, concurremment à leur participation à la Ligue, dans des partis politiques engagés dans les processus électoraux démocratiques, y compris au sein du Parti autonomiste national, qui, en approuvant en 1912 la loi Sáenz Peña, avait avalisé le suffrage universel secret, de même qu’au sein de l’Union civique radicale et du Parti démocrate progressiste, c’est-à-dire dans l’un des trois partis qui, additionnés, avaient obtenus 90 % des voix à l’élection présidentielle de 1916, la première où ladite loi avait été en vigueur. Les motifs et modalités d’action de la Ligue peuvent s’expliquer par les retombées de la nouvelle réalité politique instaurée en Argentine à la suite de l’instauration du suffrage universel secret, qui avait soudainement donné droit au chapitre à des acteurs et à des idéologies qui jusqu’à cette date n’avaient pu jouer aucun rôle politique, comme l’anarchisme, le socialisme, le communisme, etc. Cette situation nouvelle avait causé quelque préoccupation chez les hauts dirigeants des partis majoritaires, qui voyaient leur position menacée. À leurs yeux, ces nouveaux acteurs représentaient un péril pour la Nation, car ils tiraient profit du manque d’instruction des nouveaux électeurs, en particulier de ceux de la classe ouvrière. Cette vision des choses, qu’elle ait été réelle ou feinte, les entraîna non seulement à s’efforcer de prévenir l’influence des nouvelles idéologies de gauche par le moyen de l’enseignement ou, plus directement par l’endoctrinement des ouvriers, mais aussi à justifier l’usage de la violence envers ces supposés « éléments dissolvants ». En somme, la finalité consciente ou inconsciente de ces actions aurait été de corriger ce qu’ils considéraient comme les « conséquences négatives » du changement de régime électif, et de préserver l’ordre politique antérieur.
C’est par leur action violente dans la rue, ainsi que par leur antisémitisme, que la Ligue peut néanmoins être considérée comme un ancêtre en Argentine des mouvements nationalistes de droite de la fin de la décennie suivante, mais avec cette distinction essentielle : la Ligue n’eut jamais l’intention de renverser le gouvernement en exercice, ni de mettre en cause les présupposés politiques de la démocratie ; ils n’étaient pas contre la démocratie, ils s’opposaient à ce que « les autres » gagnent les élections. Il ne s’agissait donc pas réellement d’un mouvement nationaliste de droite — ils n’étaient pas des anti-libéraux, mais tout le contraire — et ne concordaient avec les nationalistes que par l’hostilité à la gauche et par ceci qu’ils tenaient les juifs pour responsables de l’essor des gauches et qu’ils considéraient toute action syndicale quasi comme une trahison à la Patrie.
Selon Halperín Donghi, l’apparition, dans le sillage du coup d’État de 1930, de groupes inspirés du fascisme amorça le déclin de la Ligue, du fait qu’une part importante de ses militants, en particulier les plus jeunes, s’en allèrent alors rejoindre des groupes à l’idéologie plus extrême, tels que la Légion civique et l’Union nationaliste des étudiants du secondaire (tous deux sous les auspices du gouvernement de facto d’Uriburu), qui allaient après 1943 poursuivirent leur existence sous la dénomination d’Alliance de la jeunesse nationaliste,,.

## Organisation et modes d’action
La Ligue était structurée autour d’un Comité central (Junta Central) et d’un ensemble de brigades — il y en avait de travailleurs, d’étudiants, de maîtres d’école, et des féminines, entre autres —, qui s’efforçaient de neutraliser toutes les possibles influences révolutionnaires, soit en organisant des conférences principalement dans le but de diffuser des préceptes de morale civique, soit en intervenant dans les conflits comme force paramilitaire. La Ligue se glorifiait de l’efficacité de ses brigades : « mille quatre-cents [brigades] dispersées dans toute la République ont empêché que le mal et les méchants ne fassent des siennes, ces mêmes mille quatre-cents brigades ont pu faire en sorte que le bien et les bons aient vaincu ». D’autre part, ils réussirent à constituer quelques syndicats parallèles, mais sans que ceux-ci soient parvenus à prendre réellement de l’envergure.
Sous la devise Patrie et Ordre, la Ligue s’était donné pour but premier de stimuler : 

« surtout le sentiment de l’argentinité, en maintenant à tout moment vivant et animé dans l’esprit des concitoyens […] le souvenir de l’héroïsme et du sacrifice généreux des ancêtres, qui nous donnèrent la patrie, en inculquant […] la notion claire des obligations, qui pèsent sur tous les Argentins, de gratitude envers ces ancêtres... »

Concomittament avec des actes de violence à l’encontre des grévistes, par lesquelles la Ligue s’illustra, elle déploya également toute une activité d’assistance sociale à l’intention des travailleurs, activité se traduisant par la mise sur pied d’ateliers, de cantines, d’écoles, de collectes d’argent pour les ouvriers, etc.
Manuel Carlés, une fois qu’il eut accédé à la présidence, se donna aussi pour tâche de diffuser le message de la Ligue auprès des femmes fréquentant les églises et les associations catholiques, c’est-à-dire les sphères dans lesquelles à cette époque-là l’engagement social féminin trouvait le plus souvent à se concrétiser, et réussit à s’assurer l’appui de nombre de leurs organisations, en particulier celles émanant des classes supérieures. Au fil du temps, les femmes fondèrent leurs propres brigades, destinées à ce type d’œuvre. Dans la vision de la Ligue, la femme était investie de l’importante mission de cultiver et de propager chez ses enfants les valeurs religieuses, l’obéissance, la moralité, le patriotisme et la respect pour le travail.
Jorgelina Cano, présidente de la Commission centrale des demoiselles (en espagnol Comisión Central de Señoritas), déclara :

« (…) Notre programme n’est pas une œuvre philanthropique tendant au soulagement transitoire de la douleur d’autrui ou au secours opportun apporté à l’affligé qui le réclame. Nous aspirons à résoudre le profond problème avec un but plus humanitaire, plus efficace et qui regarde plus en avant vers l’avenir. Nous œuvrons à l’éducation de la classe laborieuse, nous cherchons à l’élever par l’exemple de nos vertus, de notre activité et de notre esprit fraternel […] »

— Jorgelina Cano (1922).
La Ligue fonda des écoles féminines dont les objectifs étaient axés d’une part sur une moralisation des travailleuses, qui devaient éviter d’être attirées par certains passe-temps après l’horaire de travail, tels que boire dans les estaminets, coqueter avec les hommes sur les places, prendre des cours de tango, etc., et d’autre part sur une amélioration de leur position par l’enseignement de compétences élémentaires, telles que lire et écrire, ou par une instruction primaire en arithmétique, dactylographie, couture, broderie, etc. Quant à l’initiation aux valeurs, les liguistes s’évertuaient à les inculquer aux travailleuses immigrées afin de les conformer au profil de la citoyenne argentine tel que prôné par la Ligue. Les valeurs telles que noblesse dans le travail, obéissance à la loi, patience, sens des responsabilités vis-à-vis de la famille et du pays, patriotisme, ponctualité, entre autres, étaient considérées comme capitales. En outre, il leur était signifié que le socialisme et l’anarchisme étaient incompatibles avec les doctrines de Dieu et de la Patrie, et dangereuses car agissant comme des ferments de dissolution. Tout cela venait se greffer sur les formations en économie domestique, en soins des enfants et en hygiène, et était censé préparer ces travailleuses immigrées à devenir de « véritables dames ».

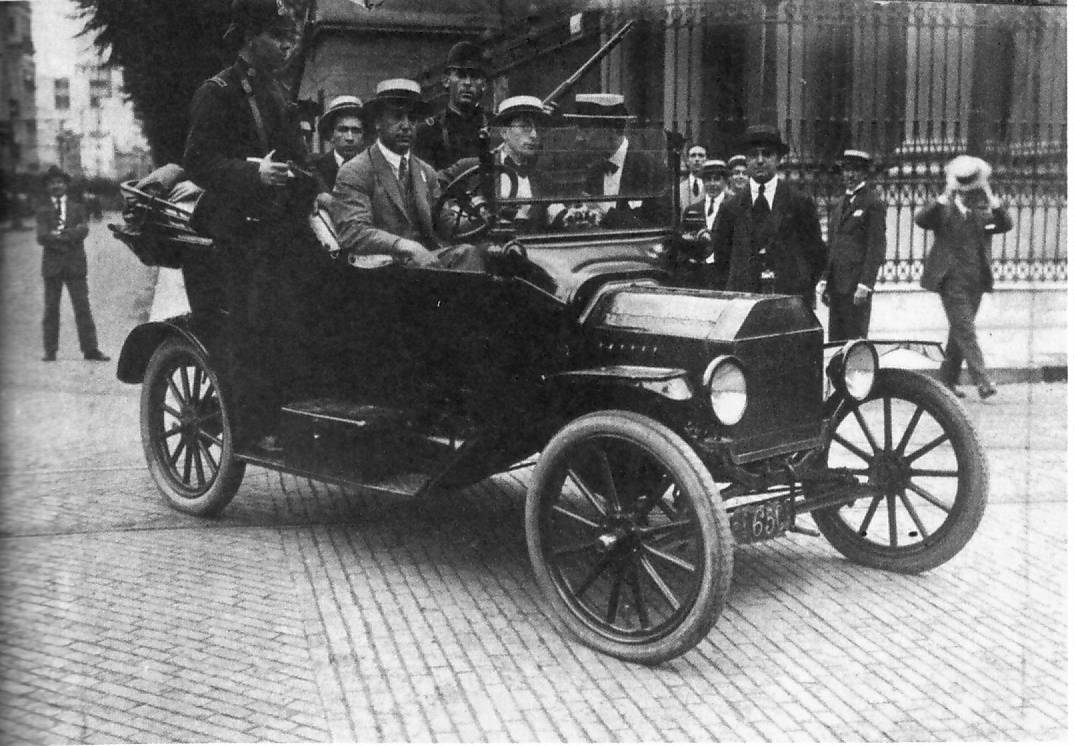
Membres de la Ligue patriotique argentine parcourant les rues de Buenos Aires accompagnés de policiers pendant la Semaine tragique en 1919.

Dans les premiers temps, les rencontres entre les brigades et les habitants de quartier avaient lieu dans les commissariats des différents districts, lesquels commissariats mettaient leurs locaux à la disposition de la Ligue pour qu’elle pût y tenir ses réunions d’information. Plus tard, face au grand nombre d’adhésions à la Ligue venues de membres des forces armées et de la Marine, adhésions d’ailleurs publiées dans les journaux La Nación et La Prensa, le pouvoir exécutif ordonna aux militaires, par la voie d’une résolution, de s’abstenir dorénavant de faire partie d’associations de ce type « attendu que pour eux il ne saurait y en avoir aucune mieux à même d’incarner et de réaliser l’engagement patriotique que l’armée elle-même [...] ».
Tous les modes d’expression culturels devaient être mis à contribution pour servir la diffusion du nationalisme, et la Ligue jugea donc approprié le recours au cinématographe. Les films à privilégier devaient présenter des contenus qui fussent aptes à motiver les travailleurs des campagnes et à accroître leurs connaissances au sujet du sol argentin et de ses richesses, ou qui contiennent des scènes évoquant l’histoire argentine. Pour encourager ceux qui se sentaient une vocation de produire ce genre de films, la Ligue proposa l’exonération fiscale. Les liguistes émirent aussi l’idée de créer des théâtres populaires permettant au peuple tout entier d’accéder aux grandes œuvres du théâtre universel. En ce qui concerne la musique, ils insistaient sur la nécessité de favoriser la diffusion de la musique argentine.
L’idée de mettre en place dans les quartiers, dans les agglomérations proches des usines ou dans les zones rurales, un réseau de bibliothèques dont les usagers exclusifs seraient les ouvriers fut mise en avant comme l’une des manières d’éloigner ceux-ci du péril que représentaient, dans l’esprit de la Ligue, les idéologies de gauche.
Au 5e Congrès de la Ligue patriotique argentine, réunie en 1924, l’un des orateurs, José Ibáñez, preconisa un ensemble de mesures concrètes propres à ce que ces développements culturels atteignent plus efficacement les ouvriers, en particulier les plus dépourvus d’instruction. Ibañez signala que, malgré l’avancée que représentaient ces bibliothèques ouvrières, les ouvriers n’y trouvaient guère de livres susceptibles d’éveiller leur intérêt et, quand ils en trouvaient, il s’agissait alors souvent d’auteurs qui n’exprimaient pas leur pensée avec clarté, et dont les ouvrages s’acccordaient donc mal au peu de temps que les ouvriers avaient à consacrer à la lecture. Pour remédier à cette situation, Ibañez jugeait expédient d’installer des lieux de lecture dans les locaux mêmes des brigades de la Ligue patriotique. Son idée était que se constituent des groupes d’ouvriers et qu’à la tête de chacun de ces groupes une personne lise à voix haute des chapitres ou des passages de livres simples et séduisants. Il préconisait en outre de créer une commission spéciale chargée de rédiger un guide bibliographique des œuvres propices à la lecture et dont il y aurait lieu de faire l’acquisition. Considérant que l’analphabétisme était, à côté de l’alcoolisme, l’un des facteurs portant les ouvriers des usines et les péons des campagnes à adhérer aux idées révolutionnaires, la Ligue faisait grand cas de l’instruction et entreprit de fonder ses propres écoles, où serait dispensés des enseignements aux contenus nationalistes.
Une autre mesure encore que prônait José Ibáñez pour éradiquer l’analphabétisme était une proposition de loi instituant le « Registre de l’état scolaire ». Une immatriculation des enfants en âge scolaire permettrait en effet, entre autres choses, d’établir une cartographie exacte de la population enfantine, consignant y compris la provenance de l’enfant et les caractéristiques du foyer. Ces données rendraient possible, estimait l’auteur, la prevention d’un bon nombre de problèmes liés à l’enfance, comme la délinquance, la déviance des idées par l’effet du milieu dans lequel vit l’enfant, et jusqu’à la tuberculose. Cela créerait les conditions pour lutter efficacement contre l’analphabétisme ainsi que contre les problèmes qui lui sont liés : « nos problèmes matériels et moraux, c’est dans un environnement nationaliste qu’il convient de les démêler [...] ».

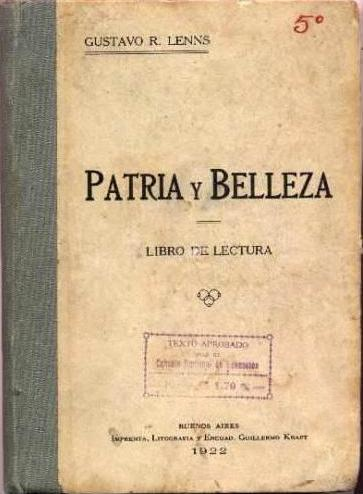
Patria y Belleza, livre de lecture composé par Gustavo Lenns et destiné aux enfants du primaire.

La promotion du livre national, projet approuvé lors du 9e congrès, tenu en 1928, était considérée comme une condition nécessaire à la lutte contre le désintérêt qui se manifestait dans le public et à la propagation des aspects essentiels de la culture populaire argentine. L’auteur s’interrogeait sur les raisons de « cette apathie vis-à-vis du livre [national], lequel est source de culture, et de cette propension, au contraire, aux vices qui conduisent irrémédiablement à la régression morale et intellectuelle de l’individu, au délit, à l’avilissement et à la misère? ». D’autre part, il voyait avec préoccupation la façon dont s’enracinaient dans les gens certaines activités nocives telles que la boxe, les courses de chevaux, les loteries, la pornographie et la corruption, et critiquait la passivité de ceux chargés de les endiguer.
S’étant avisé que la plupart des livres de lecture ne répondaient pas aux besoins du pays, un des membres de la Ligue proposa de créer à l’intention des écoles primaires, de la première à la sixième année, une collection d’ouvrages qui serait une synthèse de l’histoire argentine, et dans laquelle seraient évoqués graduellement les symboles de la Patrie, la vie des grands hommes, l’œuvre des poètes, etc. ; en particulier, il recommanda la lecture de Recuerdos de provincia, de Sarmiento et de Mis Montañas de Joaquín V. González. Sur ces points, sa proposition fut mise en œuvre, et quelques livres de textes furent publiés qui s’inscrivaient dans le cadre de ces principes. Patria y Belleza (littér. Patrie et Beauté), ouvrage d’un adhérent de la Ligue, Adolfo Rodríguez, qui écrivait sous le pseudonyme de Gustavo Lenns, était présenté par l’auteur comme un livre « de lectures faciles, éloquentes et toujours intéressantes, qui dans mon esprit sauront contribuer, étant donné la méthode employée, à efficacement développer chez les enfants, à qui il est destiné, le culte et l’affection pour les choses de la Patrie. » Le texte fut accepté par le Comité central de la Ligue et envoyé, par l’intermédiaire des brigades de tout le pays, aux différentes délégations, avec une circulaire qui soulignait l’utilité de sa diffusion : 

« Propager le livre susmentionné est une œuvre qui doit importer à nous tous qui luttons avec ardeur pour tonifier l’âme argentine afin qu’elle ne perde pas ses coloris propres devant l’avancée de l’exotisme qui, inculquant dans les esprits des idées subversives, fait oublier le beau et le pur que notre passé glorieux symbolise, au point même que se lisent des livres de littérature étrangère, pendant qu’est rejetée l’abondante et saine production de nos auteurs nationaux. »

— Patria y Belleza, livre de lecture, 1922.

## Activité de la Ligue après la Semaine tragique
Le dénouement de la Semaine tragique ne mit pas fin à l’activité de la Ligue patriotique argentine, qui continua de se réunir assidûment par la suite. Quinze jours à peine après la formation officielle de la Ligue, celle-ci comptait déjà 9 800 membres, dont 4 500 récrutés par les délégués de quartier de Buenos Aires — paroisses de San Juan Evangelista, Santa Lucía, Villa Devoto, San Carlos Sur et Villa Urquiza — et 5 300 membres ayant adhéré directement au Secrétariat général.

### La Patagonie rebelle

Héctor Benigno Varela, à qui la Ligue rendit hommage une fois la grève terminée.

Après qu’eut éclaté, en novembre 1920, la grève générale des péons de campagne dans la province de Santa Cruz, événement appelé communément Patagonie rebelle, la Ligue prit ses dispositions pour contrecarrer ce mouvement.
Le 22 février 1921, un accord avait été signé entre péons et patronat qui mit un terme à la première des grèves, et les troupes, sous le commandement d’Héctor Benigno Varela, s’en revinrent donc à Buenos Aires en mai de cette même année. Cependant, au lieu de respecter l’accord, le patronat engagea une série de répresailles contre les participants aux grèves, en faisant appel à des forces parapolicières composées de membres de la Ligue. À cet effet, le 10 juillet 1921, un groupe considérable de personnalités de la ville de Río Gallegos se réunit à l’hôtel Argentino, en vue de l’organisation pratique de la répression. À l’issue d’un court débat, il fut décidé de constituer une brigade locale de la Ligue. Aussitôt, l’on s’attela à trouver des adhérents, et l’on y parvint avec une réussite au-delà des espérances ; en un bref laps de temps, les registres des brigades portaient les noms, en qualité d’adhérents, de la grande majorité des « éléments d’ordre et de travail » résidant sur le territoire de Río Gallegos. Le principal obstacle que les recruteurs durent vaincre fut sans doute l’indifférence, qui s’était déjà installée dans les esprits à la suite de la cessation du mouvement subversif. La nouvelle brigade une fois reconnue par les dirigeants de la Ligue, l’on se mit en devoir ensuite d’étendre l’influence de l’association aux autres zones de peuplement du territoire, en s’appuyant sur les localités et foyers de peuplement déjà constitués et dont on pouvait supposer que les orientations et les projets concordaient avec celles du mouvement.
Les adhésions une fois réalisées, on se voua désormais au travail de propagande auprès de la masse des ouvriers des agglomérations et des campagnes, travail pour lequel la brigade liguiste pouvait compter sur la bienveillance de quelques propriétaires de domaine qui s’offrirent à diffuser les thèses de la Ligue dans leur zone d’influence respective. Ainsi, les événements de 1921, qui, par les attaques et les menaces contre les estancias, avaient tellement mis à mal l’ordre établi, eurent pour effet que les propriétaires de domaines et les autres personnes dont les intérêts étaient liés à la pérennité de la structure économique de Santa Cruz firent cause commune « dans le même but de protéger les institutions menacées et de mener ensuite une campagne de sain nationalisme apte à faire pièce à la propagande anarchiste et dissolvante... ». Après que cette union eut pris corps, le processus fut étendu au territoire tout entier, les agglomérations ou les foyers de peuplement d’autre type déjà formés, et acquis aux principes de la Ligue, servant de bases de projection.
Au moment le plus critique du mouvement de grève (en 1922), Carlés enfin arriva à Santa Cruz pour examiner de visu les problèmes sociaux et économiques de la région, prendre contact avec les estancieros, et en même temps entériner l’installation à Santa Cruz des brigades nouvellement créées. Ce fut un déplacement fructueux, les brigades connaissant en effet une croissance rapide dans les différentes localités et des sous-brigades se mettant partout en place dans les estancias, où chaque patron ou administrateur de domaine se faisait dirigeant liguiste de sa région respective. La brigade locale de la Ligue émergea comme une nécessité de ces moments, car il apparaissait indispensable de fédérer, au sein d’une association forte et d’un prestige reconnu, tous les éléments dévoués à l’ordre présents dans les villes et les campagnes. S’y joignirent aussi bien des étrangers que des Argentins, sans distinction de classe ni de sexe et avec le concours de tous. Au cours de son périple dans le sud argentin, Carlés sut amener à créer 298 nouvelles brigades, couvrant les zones d’Ushuaïa, de Río Grande, de Río Gallegos, de Santa Cruz, de San Julián, des lacs de la cordillère, de Deseado, de Comodoro Rivadavia et de Madryn. L’élite de Santa Cruz, du moins une partie importante de celle-ci, perçut dans la Ligue patriotique argentine une organisation prête à défendre ses intérêts.
Les nouvelles structures liguistes furent pourvues en écussons et drapeaux, sous la recommandation d’accoler ceux-là de façon bien visible sur le corps de bâtiment principal, et de destiner ceux-ci au local de la brigade et de les hisser tous les dimanches et à l’occasion de toutes les fêtes nationales, en s’appliquant à conférer à cette levée du drapeau toute la solennité possible. D’autre part, les estancieros étaient requis de mener un travail de propagande, principalemente par la voie de la persuasion personnelle, chez leurs péons et employés, en veillant à ne pas alarmer leurs convictions, ni à exercer de pression sur leur esprit.
Il se trouvait que dans ce territoire, la plupart des affiliés de la Ligue étaient des étrangers ; ces derniers, quoique d’origine étrangère, se tenaient certes totalement en dehors du mouvement de rébellion sociale, attendu qu’ils étaient de grands propriétaires, ou les enfants de ceux-ci. Toutefois, le lieu de naissance n’était pas ce qui importait, mais l’esprit dans lequel étaient éduqués les enfants ; en effet, les premiers enseignements que recevaient les enfants de l’hacendado non argentin étaient dispensés par des maîtres et précepteurs européens, et de surcroît plusieurs de ces enfants ne maîtrisaient guère la langue nationale. Souvent, devenus adolescents, ils achevaient leur formation au pays de leurs parents.
Nonobstant que le programme de la Ligue visait à écarter les idées considérées comme « étrangères au pays », une bonne partie de ses membres en Patagonie avait naguère été immigrant ou était investisseur étranger, et quelques-uns même ne résidaient toujours pas dans le pays. Cependant, la menace que faisaient peser sur leurs intérêts les grévistes, dont beaucoup avaient été politiquement formés par les anarchistes et les socialistes, portera cette élite économique locale à rejoindre en grand nombre un groupement nationaliste de droite ; en l’espèce, il n’importait guère en effet que telle personne fût étrangère ou non, mais seulement si elle appartenait ou non au camp des grévistes. Aussi, le large recoupement quant aux adhésions entre la Sociedad Rural et la Ligue patriotique n’était-il pas une coïncidence, mais découlait du fait que ces deux institutions recrutaient leurs membres dans la même élite de Santa Cruz, et ce n’est pas davantage un hasard si les noms desdits membres correspondent au groupe des grands propriétaires terriens qui depuis 1885 jusqu’au début du XXe étaient venus, en tant que première vague migratoire, peupler le territoire.
Dans un territoire habité par des étrangers, où la majorité des propriétaires fonciers l’étaient, on eût pu croire que les principes nationalistes de la Ligue seraient en porte-à-faux. Mais, la filiale une fois créée à  Río Gallegos, les liguistes se rangèrent dans le camp des hacendados, et vinrent à leur secours. Fondamentalement en effet, l’antagonisme à Santa Cruz en était un de classe, non de nationalité.
Il y eut donc dans les territoires du sud une configuration sociale différente de celle prévalant à Buenos Aires surtout pendant la Semaine tragique de 1919. Dans la capitale, le contentieux paraissait opposer, parallèlement à l’antagonisme idéologique et de travail, des protagonistes bien visibles, et l’on voyait ce qui était argentin faire face à ce qui était étranger et donc potentiellement dangereux. À Santa Cruz en revanche, les arguments nationalistes tombaient à faux, encore que les mots d’ordre de « lutte contre le soviet » et contre les anarchistes et les étrangers continueront à être de mise, le discours demeurant en effet malgré tout similaire (il y a lieu de prendre en considération que parmi les grévistes figuraient nombre d’étrangers, en particulier espagnols et chiliens). Ainsi fut mis en évidence à Santa Cruz ce qui fondait véritablement la rivalité entre les groupes : les divergences politiques et idéologiques et les contradictions sociales. De fait, les membres de la Ligue patriotique argentine à Santa Cruz étaient des étrangers s’opposant à l’action d’autres étrangers, du reste souvent de même nationalité, en raison d’un profond différend social et idéologique dans le contexte d’une grave crise socio-économique. Ces différences étaient entretenues par l’économie latifondiste et par une structure sociale verrouillée.
Un trait particulier de l’implantation de la Ligue dans le sud argentin fut la formation de brigades composées d’aborigènes, lesquels mettaient à profit la visibilité que leur donnait l’appartenance à la Ligue pour faire valoir leurs revendications relatives à la propriété de la terre. Devant l’impossibilité d’assimiler l’élément indien, la solution la plus souvent préconisée par la Ligue et sa stratégie de dissuasion de potentiels soulèvements consista en l’installation des indigènes dans des colonies officielles ou dans des réductions, installation assortie de l’obligation pour les enfants de fréquenter l’école et de la restitution de terres aux tribus indiennes. La réduction des Indiens telle que proposée par la Ligue devait conduire à une déségrégation effective et permettre à la tutelle protectrice de l’État de s’exercer contre les abus et d’éviter ainsi les mécontentements indigènes. La préoccupation de la Ligue était d’éviter les situations de conflits, pour lesquelles une connexité risquait d’être prestement établie avec leur identité tribale et avec leurs conditions de travail, en particulier dans les territoires du Chaco, de Formosa et de Missions, dans le nord de l’Argentine. La mise sur pied de brigades dans les territoires dits nationaux (c'est-à-dire sous administration directe de l’État central, n’ayant donc pas encore le statut de province autonome) relevait d’une stratégie de prévention et de contrôle des populations indiennes. Ces brigades indigènes collaborèrent à la répression pendant les événements de 1921 en Patagonie, et il fut souligné, lors du septième congrès de la Ligue, que « le combat contre la défroque rouge » fut tout à fait digne d’éloges.
De la sorte, la Ligue participa activement aux événements sanglants de 1921, et ce en faisant pression sur le gouvernement pour qu’il durcisse la répression, en collaborant avec l’armée par le biais de ses brigades, en fournissant des véhicules, du carburant, le gîte et des provisions de bouche aux forces qui s’acharnaient sur les grévistes. En étroite coopération avec d’autres organisations inféodées au patronat (notamment la municipalité et la Société rurale de Río Gallegos, et la loge Rivadavia), la Ligue fut ainsi complice, en 1921 et 1922, du massacre d’environ 1 500 grévistes,.
Le 7 janvier 1922, le vapeur Asturiano accosta à Río Gallegos, avec Manuel Carlés à son bord, revenu en Patagonie rendre hommage à Varela et à ses hommes de troupe.

### Coup d’État de 1930
Manuel Carlés ne réussit pas dans sa tentative de faire basculer la politique de la Ligue vers une stratégie de prise de pouvoir. En effet, bien que le retour aux affaires d’Yrigoyen en 1928 eût ravivé chez les liguistes la crainte des effets délétères de la démocratie électorale et eût favorisé chez eux un engagement politique plus actif, le projet de Carlés visant à constituer des groupes de citoyens destinés à remplacer les partis politiques traditionnels n’aboutit pas. Cependant, par sa rhétorique sur l’« ouvriérisme » imputé à Yrigoyen et supposé agir comme facilitateur de l’option révolutionnaire, il parvint à faire jouer à la Ligue un rôle politique plus actif et à la faire s’engager en faveur du coup d’État de 1930.
La crise économique mondiale de 1929 eut de graves répercussions en Argentine. Le chômage et d’autres problèmes engendrèrent un profond malaise social et politique qui déboucha, en septembre 1930, sur le premier coup d’État de l’histoire argentine. Le putsch qui renversa Hipólito Yrigoyen fut exécuté par des militaires, mais bénéficia aussi de l’appui de personnalités politiques de l’opposition — notamment des conservateurs et des radicaux antipersonnalistes —, et de quelques secteurs de la population, dont la Ligue patriotique argentine, etc. Dans la matinée du 6 septembre, José Félix Uriburu, à la tête d’un groupe de cadets et d’un bataillon d’artillerie, fit mouvement à partir du Collège militaire de Buenos Aires vers la Casa Rosada, exigeant que lui fût remis le gouvernement du pays. Le président Yrigoyen présenta sa démission aux autorités militaires de la ville de La Plata, fut mis en détention et expédié à l’île Martín García.
Les historiens Carlos Alberto Floria et César A. García Belsunce écrivaient à ce propos en 1975 :

« Tandis que le groupe de choc yrigoyéniste Klan Radical tenta de neutraliser les opposants par la violence, le mouvement fasciste Ligue républicaine appela à l’opposition frontale, invitant la Ligue patriotique argentine à s’engager dans le combat de rue. La violence s’empara de la rue, les incidents se faisaient sans cesse plus nombreux, et l’atmosphère déterminée par la crise économique, politique et sociale finit par devenir insupportable pour beaucoup de citoyens. Les radicaux en vinrent même à se livrer à la fraude électorale, eurent recours à l’armée en vue d’interventions fédérales et se comportaient en contradiction avec les idées et bannières qu’ils avaient diffusées ou agitées pour fonder sur ces insignes une nouvelle légitimité. Ladite légitimité n’avait jamais été en mesure de surmonter une certaine précarité innée. L’yrigoyénisme concourut lui-même à la blesser à mort. Pouvoir établi et opposition furent complices, chacun à sa manière, dans l’agonie de l’Argentine des partis, »

## Déclin
Au lendemain du coup d’État de 1930, et avec la subséquente régression de la démocratie sous les gouvernements de la coalition politique dénommée Concordancia, la Ligue patriotique argentine connut un progressif étiolement. Sa face la plus visible, celle de la confrontation directe dans la rue, fut abandonnée par ses dirigeants, tandis que peu à peu aussi s’estompait son action sociale et culturelle, et que s’espaçaient ses congrès et ses autres réunions publiques. La principale explication de ce dépérissement réside dans l’exode de ses militants, qui, leurs idées nationalistes une fois consolidées, s’en furent vers d’autres formations politiques aux positions idéologiques plus extrêmes. La décennie 1930 verra se produire un processus de rénovation au sein de la droite nationaliste qui, à la différence de la Ligue patriotique, s’attachera à intégrer les masses dans la vie politique du pays, certes tout en partageant avec la Ligue ce même point de départ : l’harmonie entre les classes et le maintien de l’ordre social.
Les idées de Carlés, qui se recoupent dans une large mesure avec la pensée de la Ligue, étaient fortement influencées par un droit naturel à base religieuse, et se situaient dans les zones plus progressistes du conservatisme argentin. D’autre part, il était imprégné d’un fort patriotisme et par une foi illimitée dans le progrès de son pays, lequel progrès serait porté par la libre initiative privée (libéralisme économique) et par l’instruction scolaire, fondamentale à ses yeux. En même temps, et quoique, dans sa vision hiérarchique de la société, il considérât comme centrales les Forces armées et l’Église catholique, il souscrivait pleinement à la démocratie républicaine et à la défense de la Constitution nationale.
Cependant, parallèlement à la montée en puissance des idéologies fascistes en Europe, un groupe de jeunes nationalistes d’extrême droite allait se former également en Argentine. Ces jeunes gens se percevaient eux-mêmes comme appartenant à une « nouvelle génération », une avant-garde littéraire avec de nouveaux codes esthétiques, cherchaient à se différencier de ces nationalistes du centenaire, et, au contraire de la Ligue, professaient un dédain à l’égard de la démocratie représentative et des institutions inhérentes à ce qu’ils nommaient « le libéralisme ». Pour cette nouvelle mouvance au sein du nationalisme argentin, la question migratoire avait cessé d’être une préoccupation majeure : le problème ne gisait plus dans l’immigrant en tant que « facteur dissolvant » de la société et de la nation argentines, mais dans le système démocratique lui-même, qu’il s’agissait de réformer. Aux conservateurs, en ce compris la Ligue patriotique, ce « combat contre la démocratie » paraissait totalement étranger idéologiquement, même si, entre ces deux groupes, des alliances ont pu se tisser circonstanciellement, sous l’effet en particulier de la crainte d’un ennemi commun, comme l’était à ce moment l’yrigoyénisme. Les jeunes, ralliés autour de la revue La Nueva República, se disposaient à entamer la lutte contre la démocratie et contre le libéralisme, rejetons de la Révolution française, des Lumières et du monde moderne, et fondements idéologiques sur lesquels fut bâtie l’État national argentin. L’attaque à présent portait directement contre la souveraineté populaire, désormais fréquemment associée à l’« ouvriérisme bolchevisant ». En somme, l’on se proposait de mener un combat sur deux fronts, d’un côté, une lutte intellectuelle visant à la désarticulation des schémas de pensée démocratiques et libéraux ; et de l’autre, un combat politique contre les adversaires de la nationalité et de l’ordre, c’est-à-dire contre la gauche.
Au même moment commença à entrer en jeu ce que l’auteur italien Loris Zanatta nomme le mythe de la Nation catholique, lequel devait s’imposer comme dogme dès après l’interruption suivante de l’ordre constitutionnel en Argentine, la Révolution de 1943. Cette vision nationaliste nouvelle entrait en conflit avec la conception démocratique libérale-conservatrice de la Ligue patriotique et comportait implicitement le concept — inspiré du fascisme italien — de troisième position. Ce qu’il s’agissait de dépasser n’était plus la dichotomie capitalisme/communisme, mais la véritable dualité qu’était celle entre communisme et démocratie libérale, qu’à la même époque l’Église désignait comme des fléaux d’égale gravité. L’Argentine, avec ses profondes racines culturelles catholiques, était, affirmaient-ils, en mesure de donner naissance à une nouvelle forme d’État catholique, supérieure aux susdites options politiques. Quoique dans les premiers temps du régime militaire issu du putsch de 1943, d’anciens membres ou d’autres sympathisants de la Ligue aient occupé des postes dans le gouvernement, c’est finalement la version la plus dure du nationalisme qui l’emporta en Argentine, ce qui finit par rendre exsangue la Ligue et à la transformer de plus en plus en un groupe infime sans réelle influence sur le cours des événements.
En 1969, 50 ans après que la Ligue eut vu le jour, elle ne comptait plus que 560 membres à peine. À cette époque, son président, Jorge Kern, déclara que la Ligue était « une institution déconnectée de toute faction politique », assurant par ailleurs que la Ligue gardait une admiration intacte pour son fondateur, Manuel Carlés, qui était « un inoubliable patriote ». Après cette date, on ne trouve plus de références ou allusions ni à la Ligue, ni à ses dirigeants, ni à ses réunions, ce qui laisse présumer sa disparition.

### Résurrection apparente
Dans la Notas sociales du quotidien de Buenos Aires La Nación, en son édition du jeudi 1er 2005, figurait l’annonce suivante :

« La Ligue patriotique argentine, dans le but de réunir des fonds pour ses œuvres, a organisé une rencontre qui se tiendra demain dans la matinée, à 18 h 30, au pavillon no 1806, dans la caserne de Palermo de l’historique Régiment patricien. Le lieutenant-colonel à la retraite, le docteur Ernesto D. Fernández Maguer, prononcera une brève dissertation sur le thème « Passé, présent et projets de la Ligue patriotique argentine », à l’issue de quoi sera offert un vin d’honneur. De plus amples renseignements au no 4702-0056,. »

Quelques personnes ont été erronément amenées à supposer que la Ligue était restée en activité clandestine pendant 35 ans. En réalité, le lieutenant-colonel Ernesto Fernández Maguer, ancien combattant de la guerre des Malouines, avait commencé aussitôt après la fin des combats un intense travail de diffusion de l’histoire de ce conflit et d’hommage à ses anciens combattants. En adoptant la dénomination de Ligue patriotique argentine, il entendait célébrer le vieux projet nationaliste avec lequel il se sent des affinités, sans toutefois qu’il faille en induire quelque continuité institutionnelle entre les deux formations. Pour l’heure, la nouvelle Ligue patriotique s’est donné pour mission principale d’organiser des hommages aux anciens combattants de la guerre des Malouines.